# Boże Narodzenie w Szwecji

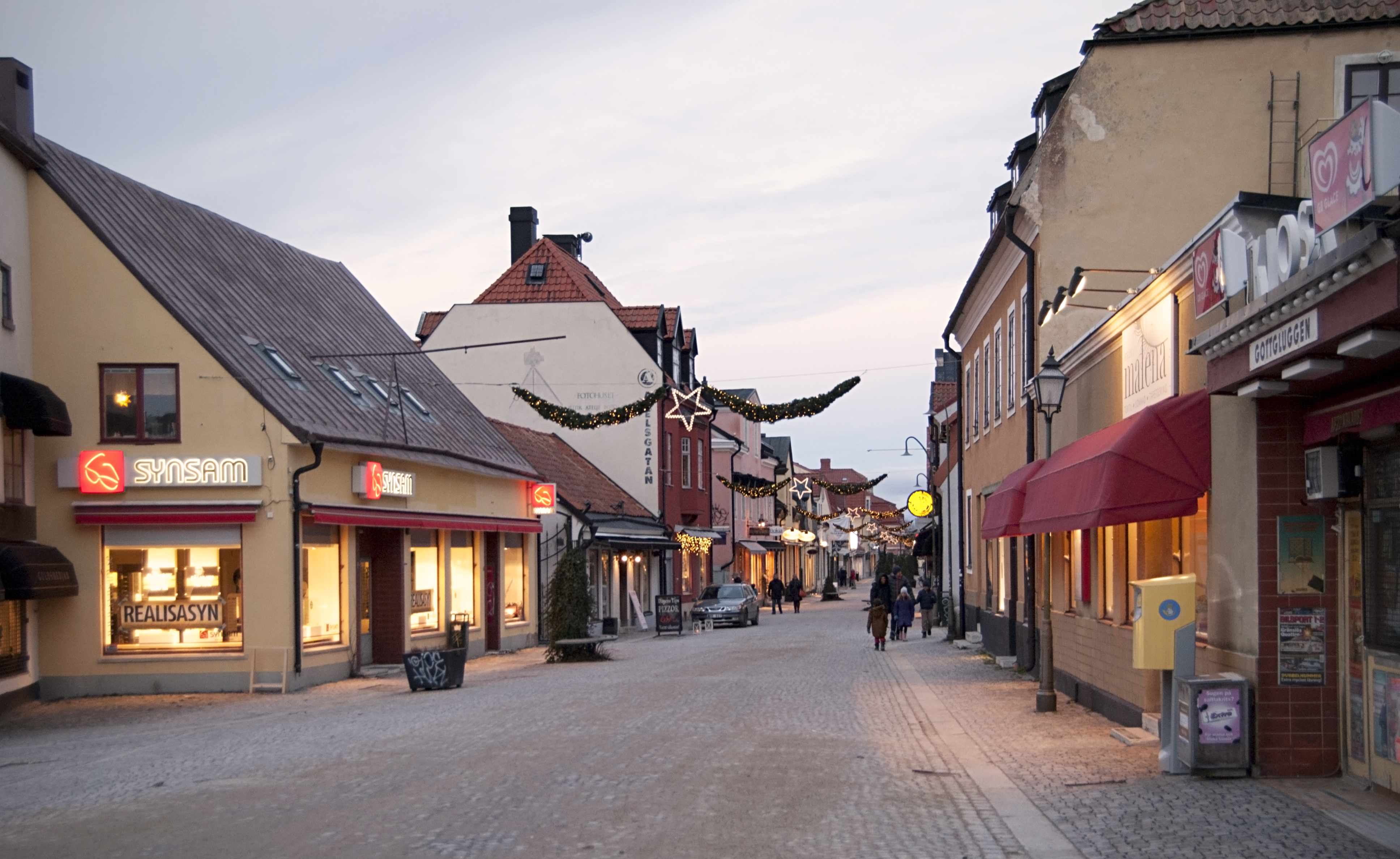
Świąteczne dekoracje Visby

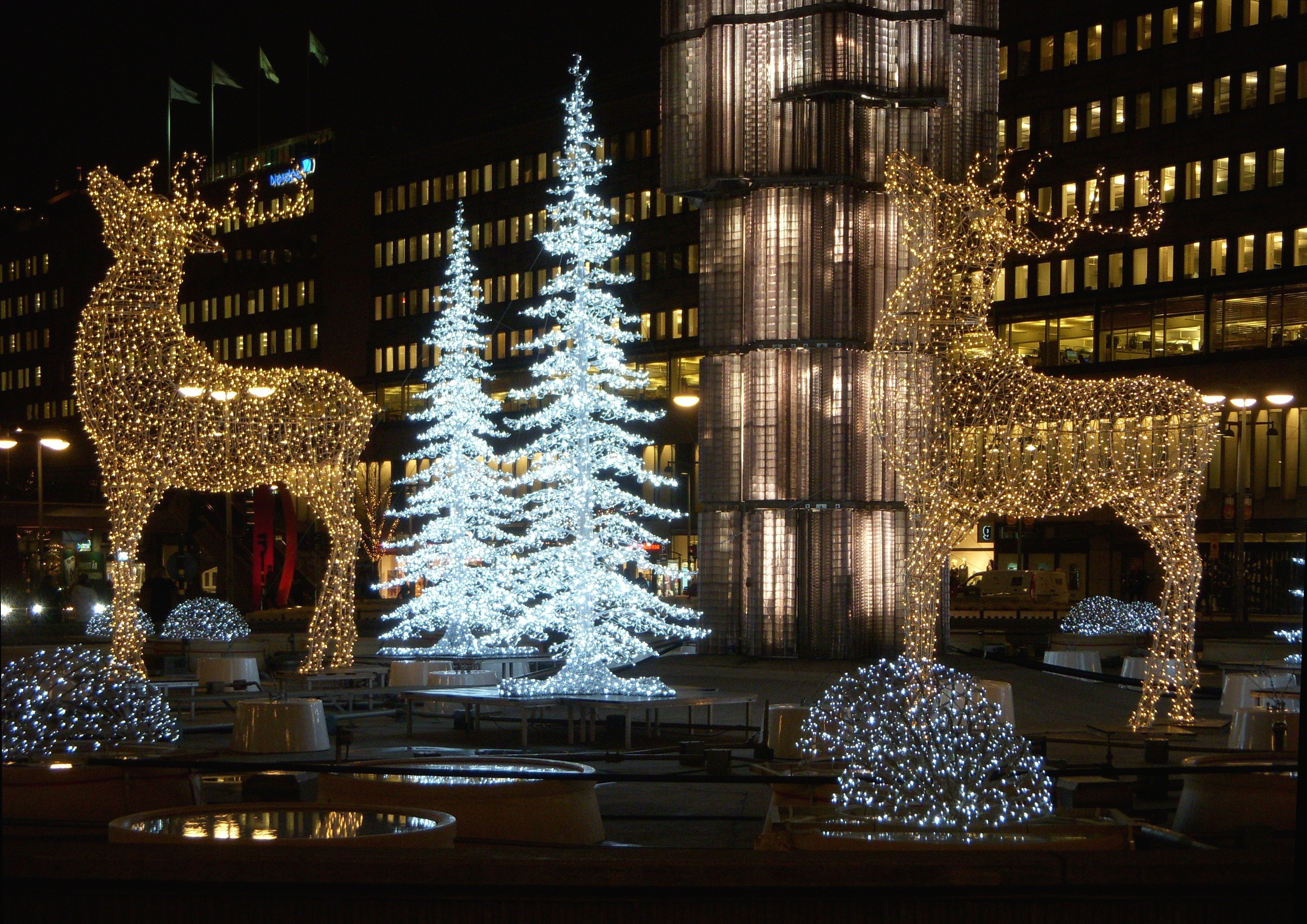
Świąteczne dekoracje na Placu Sergela w Sztokholmie (2011)

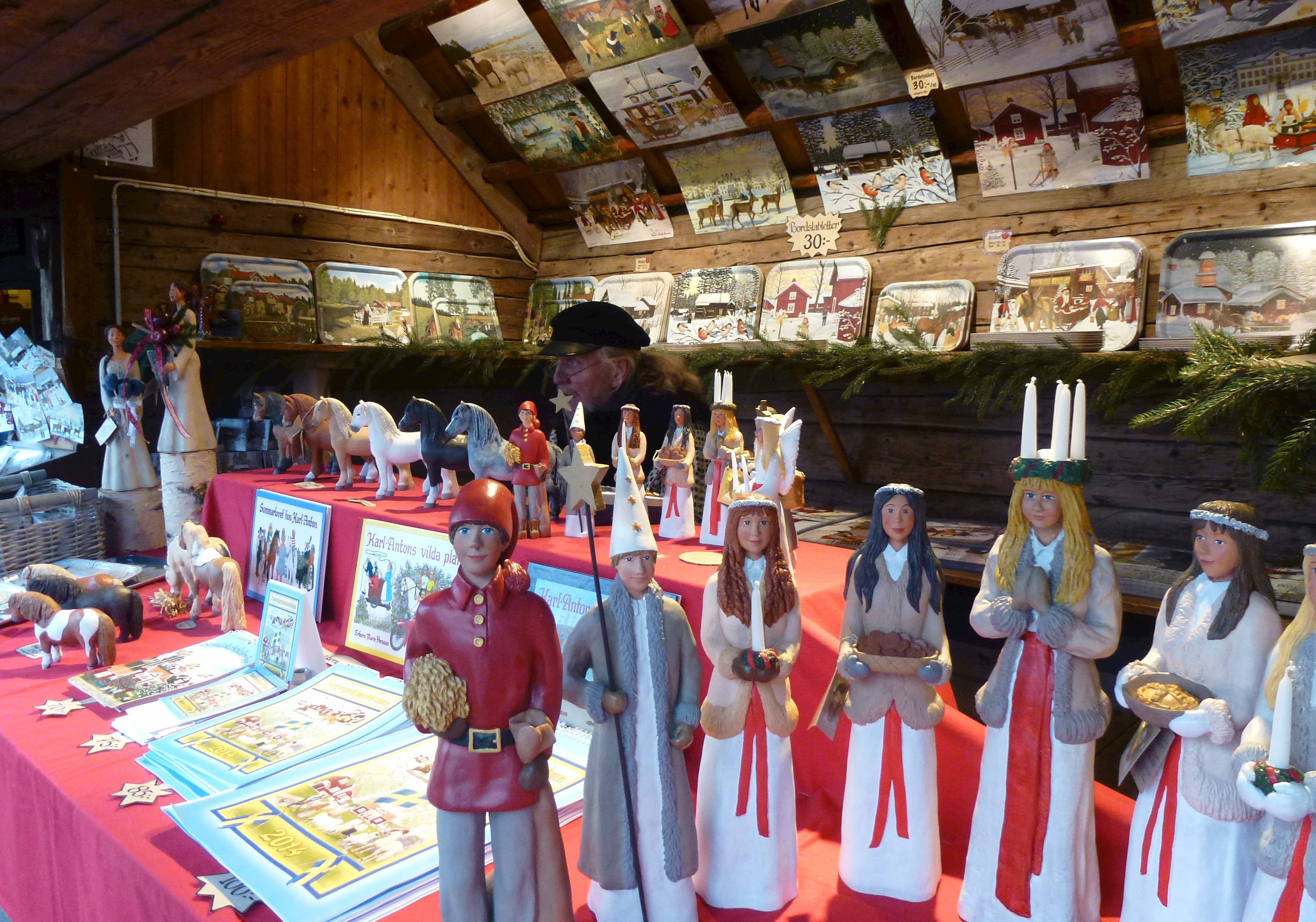
Bazar bożonarodzeniowy w Skansenie (2013)

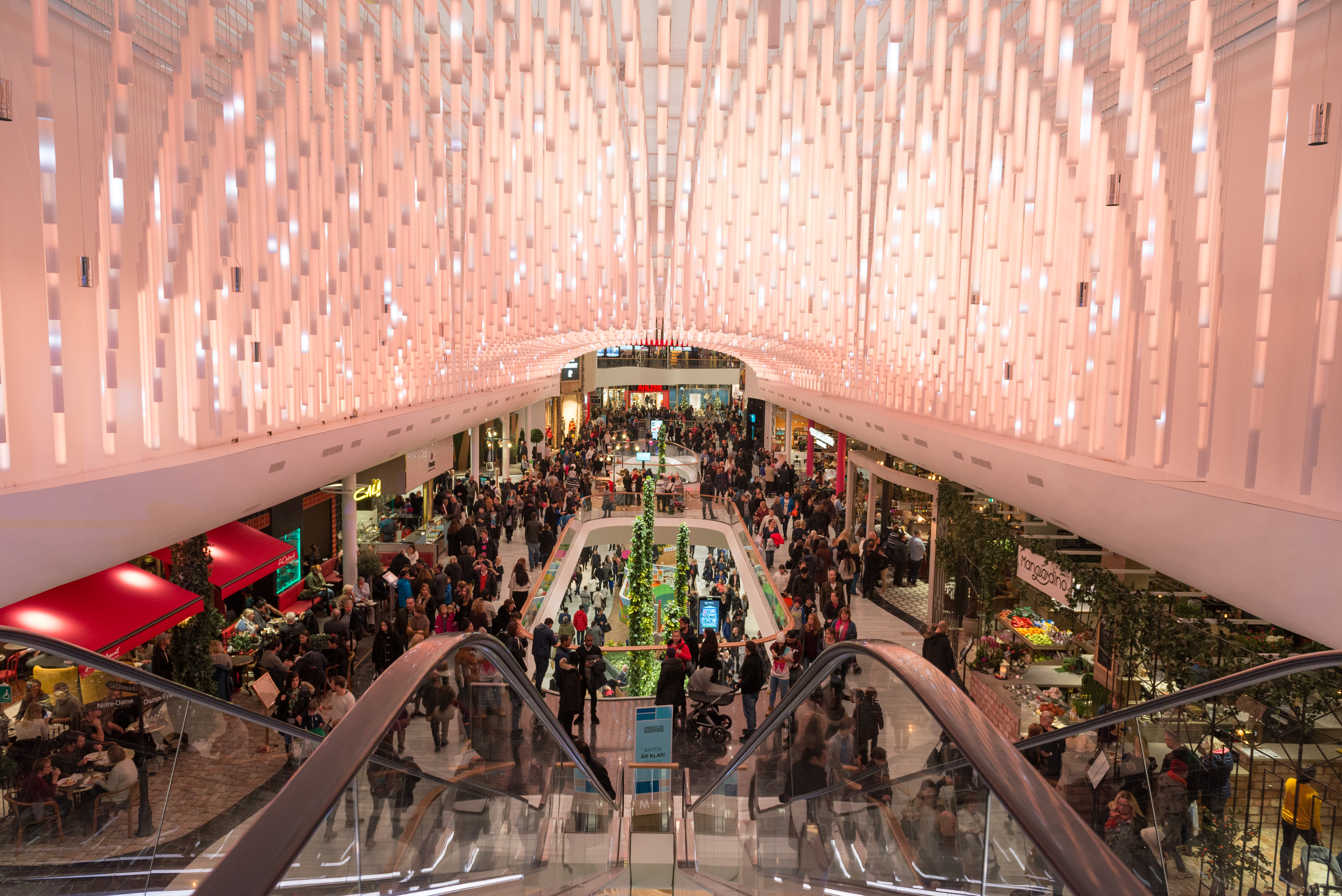
Świąteczny wystrój galerii handlowej Mall of Scandinavia w Solnie (2015)

Boże Narodzenie w Szwecji – święto Narodzenia Pańskiego, które na gruncie szwedzkim stanowi połączenie tradycji z różnych epok, począwszy od zwyczajów wywodzących się z pradawnego święta pogańskiego jul poprzez tradycje chrześcijańskie (w tym luterańskie) do tradycji nowszych, zarówno rodzimych i obcych. W czasach współczesnych jego obchody zostały częściowo spłycone, zlaicyzowane i skomercjalizowane, a ich element religijny zszedł, w porównaniu z ubiegłymi stuleciami, na dalszy plan.
W domach zbliżające się święta zwiastują świeczniki adwentowe i dziecięce „bożonarodzeniowe” kalendarze, a w witrynach sklepów i nad ulicami – bożonarodzeniowe dekoracje. Tuż przed Bożym Narodzeniem mieszkania są przystrajane świątecznymi dekoracjami (świece, bieżniki, makatki, krasnale, anioły, domki z pierniczków). Na drzwiach wejściowych są często wieszane zielone wianki z gałązek borówkowych lub sosnowych. Osobliwością krajów skandynawskich jest fakt, iż punkt kulminacyjny świąt Bożego Narodzenia przypada w Wigilię, 24 grudnia. Je się wówczas wigilijny obiad i rozdaje prezenty, ale dopiero po obejrzeniu w telewizji programu z klasycznymi filmami Walta Disneya. Zwyczajowymi elementami szwedzkiego Bożego Narodzenia są: choinka i szopka, gwiazdkowe prezenty (julklappar), kartki świąteczne z życzeniami Wesołych Świąt (God Jul), krasnoludek Jultomte (szwedzka odmiana Świętego Mikołaja) i bożonarodzeniowy koziołek (julbock).

## Historia
Jeszcze 200 lat temu to wszystko, co dziś kojarzy się z Bożym Narodzeniem w Szwecji, nie istniało. Nie było ani choinki (julgran), ani Mikołaja (tomten), prezentów (julklappar) czy słomianego koziołka (julbock). Na obrazie Småländsk Jul' Pehra Hörberga z około 1800 roku, najstarszym szwedzkim obrazie przedstawiającym ludowe obchody Bożego Narodzenia, widać ludzi jedzących owsiankę i pijących piwo. Aby złagodzić szorstkość podłogi, rozścielono na niej słomę dla tych, którzy na niej usiedli. Wszystko to, co dziś jest uważane w Szwecji za prastare tradycje czy zwyczaje, upowszechniło się około 150 lat temu.

### Średniowiecze
Chrześcijaństwo pojawiło się w Skandynawii około 1000 roku, i wtedy też zaczęto świętować narodzenie Chrystusa. Świętowanie wywodzi się z połączenia pogańskich obyczajów i wierzeń (jul) z tradycjami kościelnymi. Ślady świeckich zwyczajów świętowania w Skandynawii są jednak nieliczne i krótkotrwale. Do średniowiecznej sfery obchodzenia świąt należał kult świętych, który odciskał się jeszcze długo po tym, jak Marcin Luter go zakazał; przykładem są tu porzekadła i postacie: „Anders braskar, julen slaskar” (odpowiednik polskiego: „Barbara po lodzie, Boże Narodzenie po wodzie”), Anna med kannan czy Święty Mikołaj. Tradycje były różne w różnych warstwach społecznych; królowie i jarlowie usiłowali utrzymywać swoje dwory i ceremoniały na wzór zwyczajów panujących na tych dworach, które znali najlepiej: niemieckich, angielskich i francuskich, mieszczanie z kolei przejmowali od osiedlających się w Szwecji kupców niemieckich ich rodzime obyczaje, podczas gdy chłopstwo trzymało się starych obyczajów, wywodzących się z pogaństwa, a polegających na świętowaniu z dużą ilością dobrego jedzenia i picia razem z sąsiadami, krewnymi i przyjaciółmi.

### Boże Narodzenie po luterańsku
Przejście z katolicyzmu na luteranizm w latach 20. XVI wieku nie wywarło większego wpływu na szwedzkie obchody Bożego Narodzenia; nabożeństwa ulegały stopniowemu przekształceniu wraz z wprowadzeniem protestanckich psalmów. To, że ewangelia w Boże Narodzenie była czytana po szwedzku, w miejsce usuniętej łaciny, nie było specjalną nowością, ponieważ już wcześniej pastorzy w trosce o lepsze zrozumienie słowa bożego przez lud, uciekali się do języka szwedzkiego, zwłaszcza w okresie Bożego Narodzenia. Zmianą natomiast było zniknięcie pasterki (szw. midnattsmässan) w bożonarodzeniową noc; w Danii i Norwegii zostało zakazane nawet bożonarodzeniowe nabożeństwo poranne (julotta). Luter podkreślał znaczenie świąt jako uroczystości rodzinnych w przeciwieństwie do publicznego świętowania, praktykowanego w kościele katolickim, ale w Skandynawii w znacznej mierze już od dawnych czasów Boże Narodzenie miało taki właśnie charakter. W średniowieczu oddawano się uciechom i zabawom aż do pasterki, a po niej – aż do świtu. To wspólne radowanie się w gronie sąsiadów lub przyjaciół, głównie młodzieży w okresie wolnych od pracy dni Bożego Narodzenia zyskało specjalny termin: julstugor i było raz za razem zabraniane w Danii i Szwecji, jakkolwiek bez większego skutku. 16 grudnia 1721 roku sztokholmski magistrat wydał kategoryczny zakaz urządzania hucznych zabaw w dni Bożego Narodzenia, argumentując, iż stoją one w sprzeczności z powagą świąt, powodując nadużywanie imienia Boga i powagi jego słowa. Jednak lud nie stosował się do tych zaleceń, dzięki czemu wiele szwedzkich obyczajów świątecznych, takich jak: kolędowanie ze słomianym koziołkiem (julbock), z gwiazdą (julstjärna) czy pochody w dzień Świętej Łucji (Luciatåg) z lussebrud (oblubienicą-Łucją) na czele i stjärngossar (chłopcami w spiczastych czapkach pomalowanych w gwiazdy) w orszaku mogło przetrwać do dziś.

### XVIII wiek
W XVIII wieku, zwłaszcza w jego późniejszym okresie, szwedzka arystokracja i mieszczaństwo zaczęły zmieniać swój sposób świętowania Bożego Narodzenia naśladując obyczaje podpatrzone u swoich odpowiedników w Niemczech i Francji, adaptując zwłaszcza takie nowinki jak choinka (julgran), prezenty świąteczne (julpresenter, julklappar) i przebieranie się za Świętą Łucję. Chłopstwo natomiast, stanowiące 95% ludności kraju świętowało jak dotychczas. Zaczął postępować jednak proces przenikania się tych dwóch sposobów świętowania. Wśród chłopstwa zaczął się upowszechniać tani i niewybredny obyczaj dawania tzw. skamgåvor lub skämtgåvor (złośliwych lub żartobliwych podarunków), natomiast wśród warstw wyższych zaczęła zdobywać popularność chłopska owsianka bożonarodzeniowa.

### XIX wiek

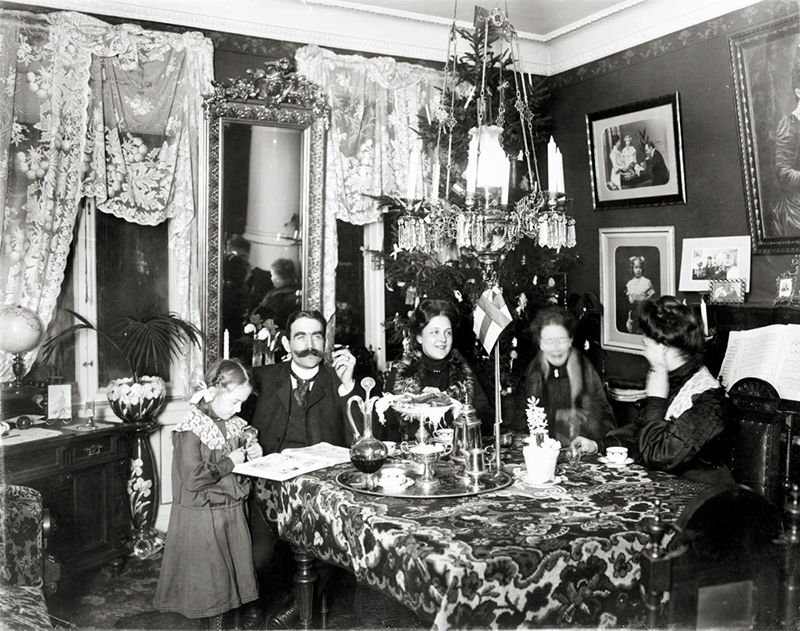
Obchody Bożego Narodzenia w środowisku mieszczańskim, przełom XIX/XX w.

W ciągu XIX wieku, a zwłaszcza w jego II połowie, ukształtowały się lub zostały wprowadzone, głównie za przykładem Niemiec, te wszystkie zwyczaje bożonarodzeniowe, które są znane we współczesnej Szwecji: julgran (choinka), jultomte (święty Mikołaj), julskyltning (dekoracje bożonarodzeniowe na wystawach sklepowych), jultidningar (bożonarodzeniowe wersje niektórych gazet i czasopism), jullöpare (bieżniki – rodzaj obrusów świątecznych, zwijanych w rolkę) i julkort (kartki świąteczne). Do takiej ewolucji świętowania przyczynił się import ozdób (julpynt) i prezentów świątecznych, masowo produkowanych na kontynencie, a także fakt, iż sami Szwedzi chętniej nawiązywali kontakty z mieszkańcami kontynentu podpatrując ich obyczaje i zwyczaje. Przykładem tego był Święty Mikołaj, który jeszcze w połowie XIX wieku był zupełnie nieznany w Szwecji, gdzie jego funkcje wypełniał słomiany koziołek (julbock). Święty Mikołaj dokonał inwazji Szwecji pod postacią wyrobów z czekolady, porcelany, wydawnictw pocztówkowych i książkowych wypierając wielowiekowego, słomianego koziołka. Innym istotnym czynnikiem napędowym był tu narodowy romantyzm i jego dążenie do zachowania odziedziczonej przez ojców i przede wszystkim „pierwotnej” kultury, której posiadaczami było, jak sądzono, chłopstwo. Ludność z prowincji migrująca do miast, do pracy w fabrykach, zasiedziałe mieszczaństwo oraz nowobogaccy czuli potrzebę podkreślenia odziedziczonej kultury przy pomocy tradycyjnych obyczajów. Zarazem dało się zauważyć, szczególnie w obchodach świąt Bożego Narodzenia, znaczenie patriarchalnego modelu rodziny, przede wszystkim roli ojca, jako tego, który rozdzielał prezenty, zapalał świeczki na choince i kroił świąteczną szynkę. Z góry z kolei przenikały do niższych warstw społecznych inne zwyczaje, w tym choinka, która upowszechniła się pod koniec XIX stulecia, zarówno w mieście jak i na prowincji.

### Wiek XX
Wiek XX zanotował niewiele nowinek, jeśli chodzi o świętowanie Bożego Narodzenia. Z Anglii przyszła jemioła, a z Niemiec świeczniki i kalendarze adwentowe oraz czerwone gwiazdy betlejemskie. Do negatywnych nawyków, które upowszechniły się w tym stuleciu w tradycyjnym świętowaniu, zaliczyć należy obfitość pożywienia i konsumpcjonizm. Z drugiej jednak strony pojawiły się postawy polegające na samoograniczaniu się i skierowaniu nadmiaru dóbr na rzecz potrzebujących.

## Dni świąteczne
Okres pomiędzy pierwszą niedzielą adwentu a wigilią włącznie zalicza się do adwentu (szw. advent), którego kolejne niedziele oznaczone są jako: pierwsza, druga, trzecia i czwarta niedziela adwentu.
- 13 grudnia: Lucia
- 24 grudnia: wigilia (julafton)
- 25 grudnia: I dzień Bożego Narodzenia (juldagen; dzień świąteczny, wolny od pracy)
- 26 grudnia: II dzień Bożego Narodzenia (annandag jul, annandagen; dzień świąteczny, wolny od pracy)
- 6 stycznia: święto Trzech Króli (trettondedag jul, trettondedagen; dzień świąteczny, wolny od pracy)
- 13 stycznia: Dzień Świętego Kanuta Lavarda (tjugondag Knut)
- 2 lutego: Ofiarowanie Pańskie (Kyndelsmässodagen; koniec Bożego Narodzenia).

Dawniej w Szwecji obchodzono również III i IV dzień Bożego Narodzenia, które jednak zostały (razem z kilkoma innymi dniami świątecznymi) zniesione rozporządzeniem „Förordningen den 4 november 1772 angående sabbatens firande samt vissa helgdagars flyttning eller indragning” z 4 listopada 1772 roku.

### Advent

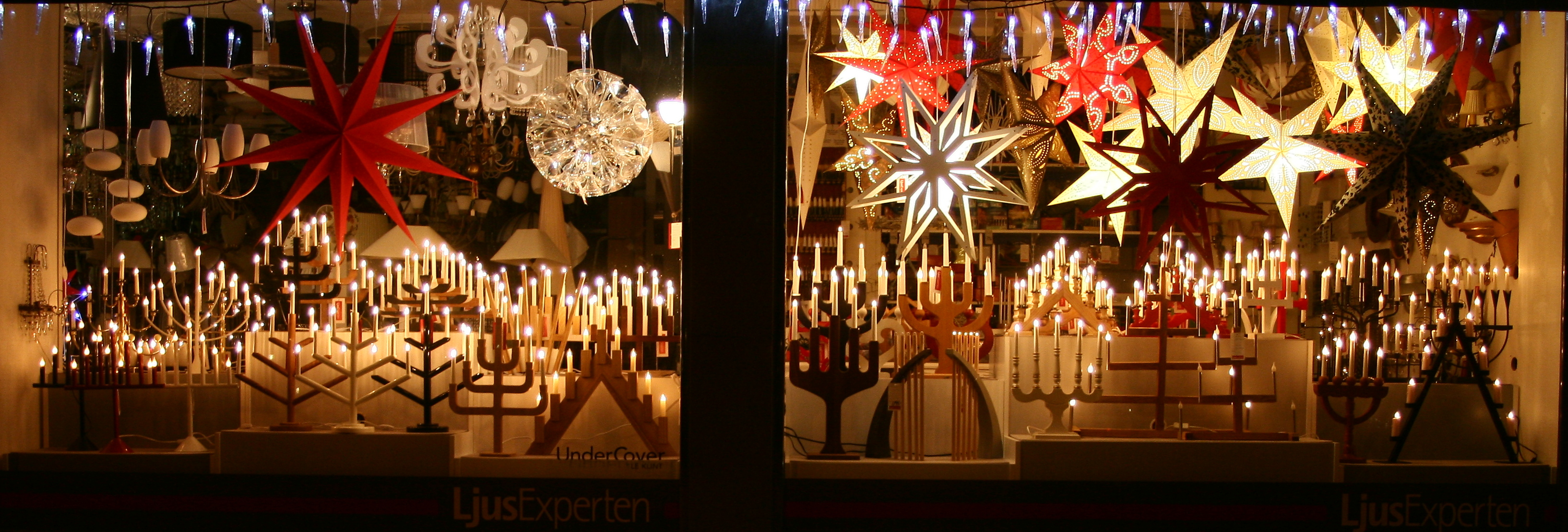
Dekoracje bożonarodzeniowe na wystawie sklepowej Ljusexperten, Linköping

Adwent jest słowem łacińskim, oznaczającym „przyjście” (w domyśle – Jezusa). W kościele katolickim adwent oznaczał początek postu. Jednak post nie zawsze wypadał w okresie adwentu. Zanim zdecydowano, tak na Zachodzie, jak i na Wschodzie, o świętowaniu Bożego Narodzenia 25 grudnia, praktykowano tzw. post epifanijny związany z datą 6 stycznia i będący przygotowaniem do chrztu Pańskiego. W 480 roku Święty Perpet z Tours zarządził, iż post bożonarodzeniowy powinien rozpoczynać się w dzień Świętego Marcina (11 listopada) i być zachowywany w poniedziałki, środy i piątki aż do Bożego Narodzenia, jednak później papieże skrócili ten okres do czterech tygodni. 

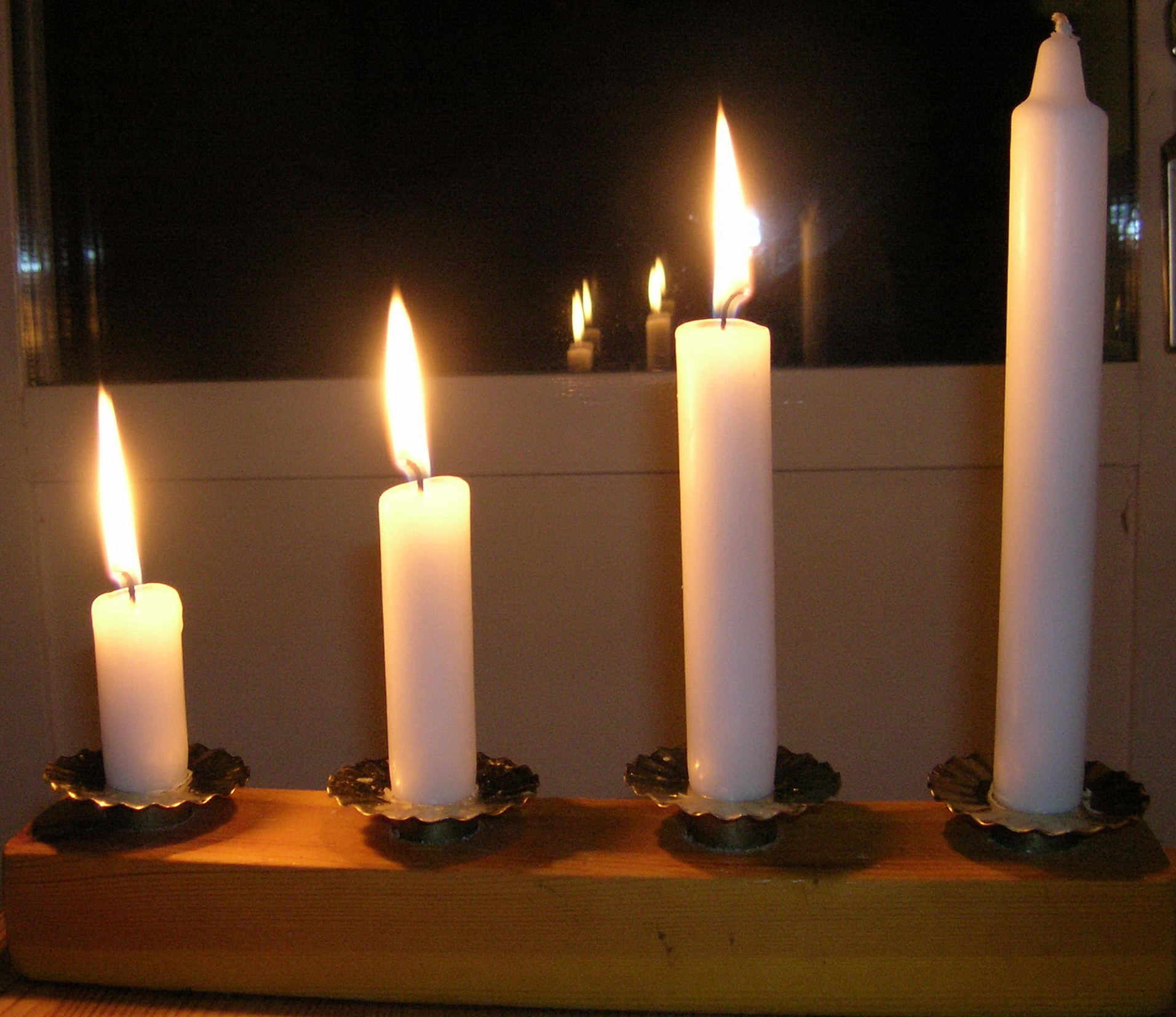
Świecznik adwentowy z trzema zapalonymi świecami

Następnie okres ten skrócono jeszcze bardziej i wyznaczono jego początek na 13 grudnia, na dzień Świętej Łucji. W szwedzkiej tradycji ludowej adwent odgrywał podrzędną rolę. Na początku XX wieku większą wagę przywiązywano do obchodów dnia Wszystkich Świętych, a znaczenie adwentu było niewielkie. Jednak w latach 20. sytuacja się zmieniła, a pierwsza niedziela adwentu stała się jednym z najważniejszych dni liturgicznych w roku liturgicznym. Szwedzcy teologowie nie potrafią znaleźć wyjaśnienia wzrostu popularności adwentu. Nie zgadzają się z tezą, że popularność ta wynika z powszechnej tendencji rozpoczynania okresu świątecznego w pierwszą niedzielę adwentu. Tendencja ta wynika z faktu przejścia od etapu, w którym gospodarstwa domowe wytwarzały produkty na własne potrzeby do etapu, w którym potrzebne produkty wytwarzał rynek; tak więc dawne przygotowania przedświąteczne zastąpiły zakupy produktów w sklepach, co z jednej strony oznaczało komercjalizację świąt, ale z drugiej nadawało grudniowym dniom świąteczną atmosferę.

### Lucia

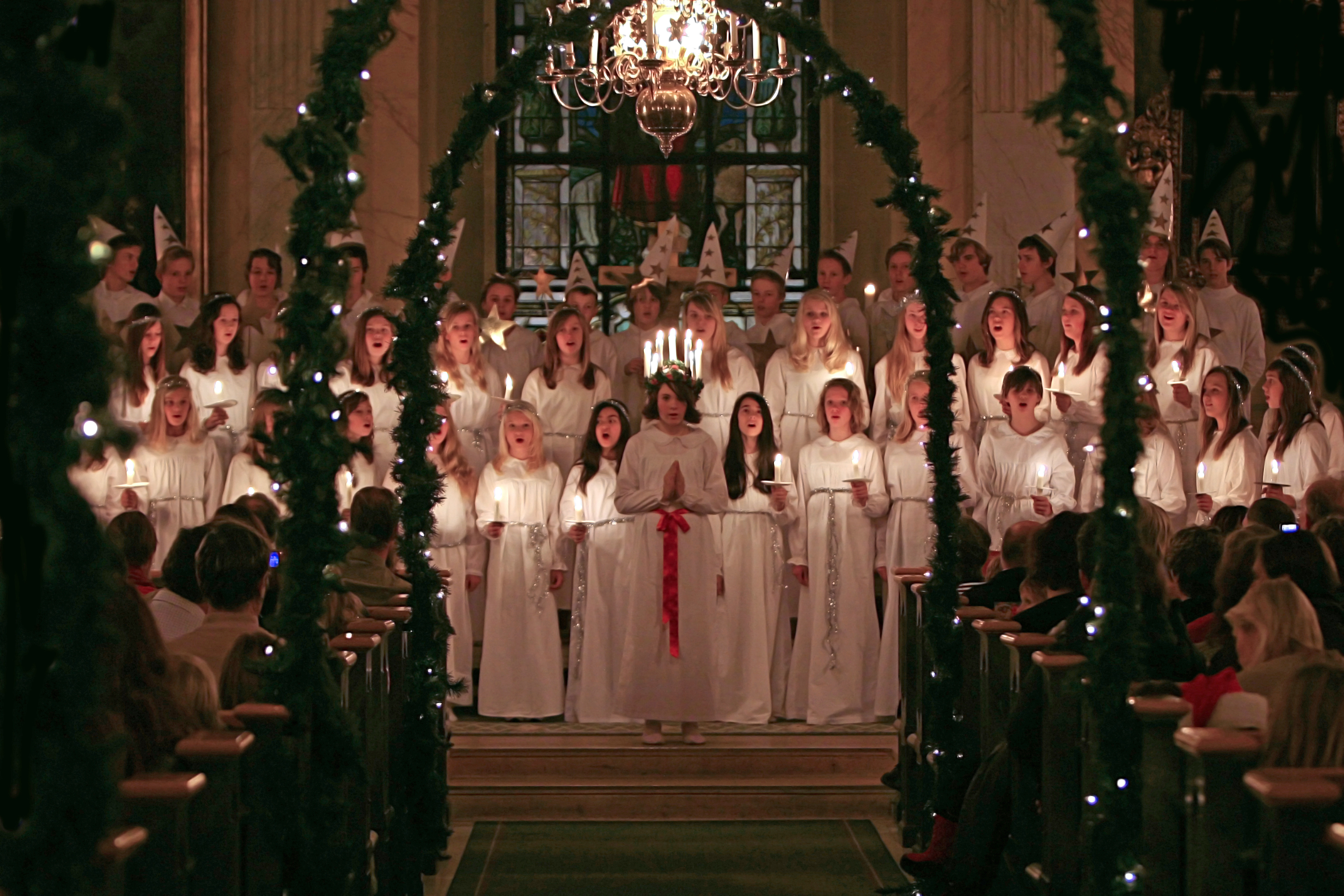
Dzień Świętej Łucji w kościele Vaxholm (2008)

Święta Łucja była młodą chrześcijanką z Syrakuz, żyjącą pod koniec III wieku, zamordowaną w 304 roku. Jej kult szybko rozprzestrzenił się w ówczesnym świecie chrześcijańskim. Jej relikwie odpoczywają w szklanej trumnie w kościele San Geremia w Wenecji. Jednak dzisiejsza Lucia w Szwecji ma ze Świętą Łucją wspólne tylko imię, bowiem jej rodowód jest inny. Początki szwedzkiej Lucii sięgają najprawdopodobniej kultu Świętego Mikołaja (niem. Sankt Nikolaus) w Niemczech, gdzie był on patronem dzieci w wieku szkolnym. Jego święto, przypadające 6 grudnia, związane było z przynoszeniem prezentów, a zarazem oznaczało początek ferii zimowych. Gdy z nastaniem w XVI wieku protestantyzmu jego kult został zabroniony, zastąpiono go postacią Dzieciątka Jezus (niem. Christkindlein lub Kindchen Jesus), w które wcielała się dziewczynka, ubrana w białą suknię i nosząca wianek na głowie z kilkoma świeczkami na skroniach. W niewielkiej procesji, organizowanej z tej okazji, uczestniczył również diabeł, Luciper (lub w zachodnioszwedzkiej tradycji Lussepär). Pod dolnoniemiecką nazwą Kinken Jes Dzieciątko Jezus stało się popularne również w XVI-wiecznej Szwecji, gdzie jednak obchody przeniesiono na dzień 13 grudnia, oznaczający początek postu bożonarodzeniowego (julfastan). Ponieważ tego dnia przypadało święto Świętej Łucji, Dzieciątko Jezus stało się Świętą Łucją (Sankta Lucia). W XVIII wieku dworach Västergötland zaczęto świętować poranek Świętej Lucji (Luciamorgon) adaptując postać niemieckiego Dzieciątka Jezus. Zarazem w chłopskiej tradycji istniało skojarzenie imienia Lucia z postacią Lucyfera (Lussepär), który w noc 13 grudnia (najdłuższą noc roku według dawnego kalendarza) był szczególnie groźny dla ludzi; to od jego imienia noc tę nazywano lussenatt. Współcześnie jednak Sankta Lucia zwyciężyła diabła-Lussepära stając się z czasem jedynym produktem eksportowym szwedzkiego folkloru. Dzień 13 grudnia stał się według rozporządzenia z 1724 roku dotyczącego szkół i gimnazjów dniem zakończenia jesiennego terminu szkolnego, a tym samym okazją do zabaw. W I połowie XIX wieku mieszkańcy Västergötland upowszechnili zwyczaj obchodzenia Lucii na uniwersytetach, jednocześnie też przyjął się on wśród chłopstwa zachodniej Szwecji. Publiczne spopularyzowanie Lucii miało miejsce w 1927 roku w Sztokholmie, gdzie jedna z gazet zorganizowała publiczny pochód Lucii (Luciatåg) przez miasto. Od tego momentu Lucia stała się zwyczajem ogólnoszwedzkim.

### Julafton
W czasach katolickich julafton (wigilia) odgrywał tę samą rolę co „wigilie” przed innymi wielkimi świętami. „Vigilia” po łacinie co oznacza „czuwanie” i była pierwotnie pierwszym nocnym nabożeństwem chrześcijan w czasach ich prześladowań. Fakt, iż julafton stał się czasem rozdawania prezentów (julklappar), spożywania posiłku świątecznego (julbord) i tańca wokół choinki, jest zjawiskiem specyficznym dla Skandynawii i stosunkowo późnym. Pierwotnie największym dniem świątecznym był 25 grudnia, a przyczyną tego był post bożonarodzeniowy (julfastan) trwający do 24 grudnia włącznie. Później, gdy Szwecja stała się protestancka, post został zniesiony, a spożywanie wieprzowiny i innego mięsa w ostatnim dniu dawnego postu zmieniło się w coś w rodzaju chrześcijańskiej cnoty i być może takie podejście przyczyniło się do tego, iż 24 grudnia stał się wielkim, uroczystym świętem u luteran. W ciągu XX wieku rozprzestrzenił się w Szwecji anglosaski zwyczaj wieszania rano skarpety z małym prezentem świątecznym, przeznaczonym głównie dla dzieci. Liczne rodziny w wieku „telewizyjnym” spożywają świąteczny obiad przed programem Kalle Ankas jul (Boże Narodzenie Kaczora Donalda), emitowanym od 1960 roku. Potem przychodzi Mikołaj z prezentami.

#### Julafton w chłopskiej tradycji
Odliczanie do wigilii Bożego Narodzenia, która przypomina o narodzinach Jezusa, trwa przez cały grudzień. W chłopskiej społeczności wieczór wigilijny był dla większości najbardziej uroczystą chwilą roku. Po wielu dniach ciężkiej pracy gospodarze kończyli swoje ostatnie zajęcia przed świętem, takie jak: narąbanie i zgromadzenie na podwórzu zapasu drewna na dni świąteczne oraz wyczyszczenie narzędzi i ustawienie w porządku w oborze. W domu przygotowywano stół świąteczny, a podłogę wyścielano większą ilością słomy, zwanej w niektórych miejscach julglädjen (bożonarodzeniowa radość). W ten dzień przychodził Święty Mikołaj, będący w Szwecji połączeniem niemieckiego Świętego Mikołaja i szwedzkiego podwórkowego krasnala (gårdstomten).

#### Wierzenia ludowe
Według wierzeń ludowych noc Bożego Narodzenia była czasem aktywności istot nadprzyrodzonych, przed którymi chroniono się rysując kredą znak krzyża na drzwiach i wrotach. W zwyczajach ludowych Boże Narodzenie to również okres przewidywania pogody. Według niektórych z nich obfitość śniegu w lesie w tygodniu Bożego Narodzenia oznacza dobre zbiory, natomiast łagodna zima zwiastuje zimną, zimową Wielkanoc.

## Zwyczaje

### Kartki świąteczne

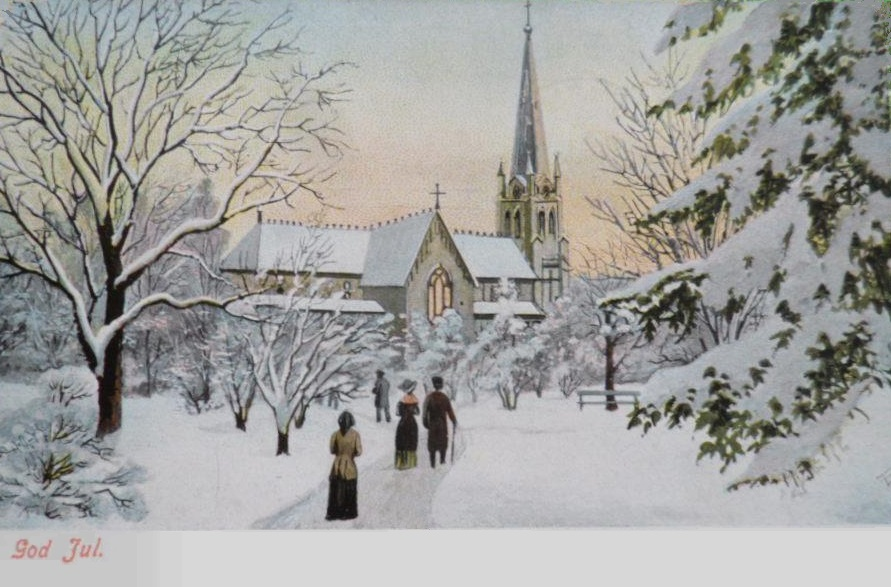
Thorvald Rasmussen, kartka świąteczna z 1905, przedstawiająca wiernych w drodze na pasterkę do kościoła w Haga w Göteborgu

Pierwsza kartka świąteczna (julkort) pojawiła się w 1843 roku, w trzy lata po wynalezieniu w Wielkiej Brytanii znaczka pocztowego. Autorem kartki był John Callcott Horsley, a ręcznie pomalował ją niejaki Mason. Kartkę sprzedano w ilości 1000 egzemplarzy w cenie poniżej 1 szylinga za sztukę. W latach 60. XIX wieku kartka świąteczna była już stałym elementem obchodów Bożego Narodzenia. Stała się zwyczajowym sposobem komunikowania się pomiędzy ludźmi, a w kolejnych dekadach podbiła cały świat, w tym Szwecję. W 1877 roku szwedzka poczta (Postverket) wprowadziła zmniejszoną o połowę opłatę za wysyłkę kart listowych, a wkrótce w Niemczech rozpoczęto druk kartek pocztowych z przeznaczeniem na rynek szwedzki z życzeniami świątecznymi w języku szwedzkim. W 1890 roku Axel Eliasson założył wydawnictwo artystyczne, które w 1898 roku rozpoczęło druk kartek pocztowych, a po pewnym czasie kartek świątecznych. Jako graficzkę zatrudnił Jenny Nyström. Zaprojektowała ona podobno ponad 5000 kart pocztowych, w tym wiele z motywem świątecznym. Jej ulubionym motywem były krasnale, które wkrótce zdominowały do tego stopnia szwedzkie kartki świąteczne, że stały się ich znakiem rozpoznawczym, różniącym je od kartek wydawanych w krajach katolickich, zawierających głównie motywy religijne. W 1943 roku węgierska poczta wprowadziła jako pierwsza znaczek o tematyce bożonarodzeniowej; poczta szwedzka podchwyciła ten pomysł w 1972 roku, wykorzystując z powodzeniem rysunki Jenny Nyström.

### Gwiazda adwentowa

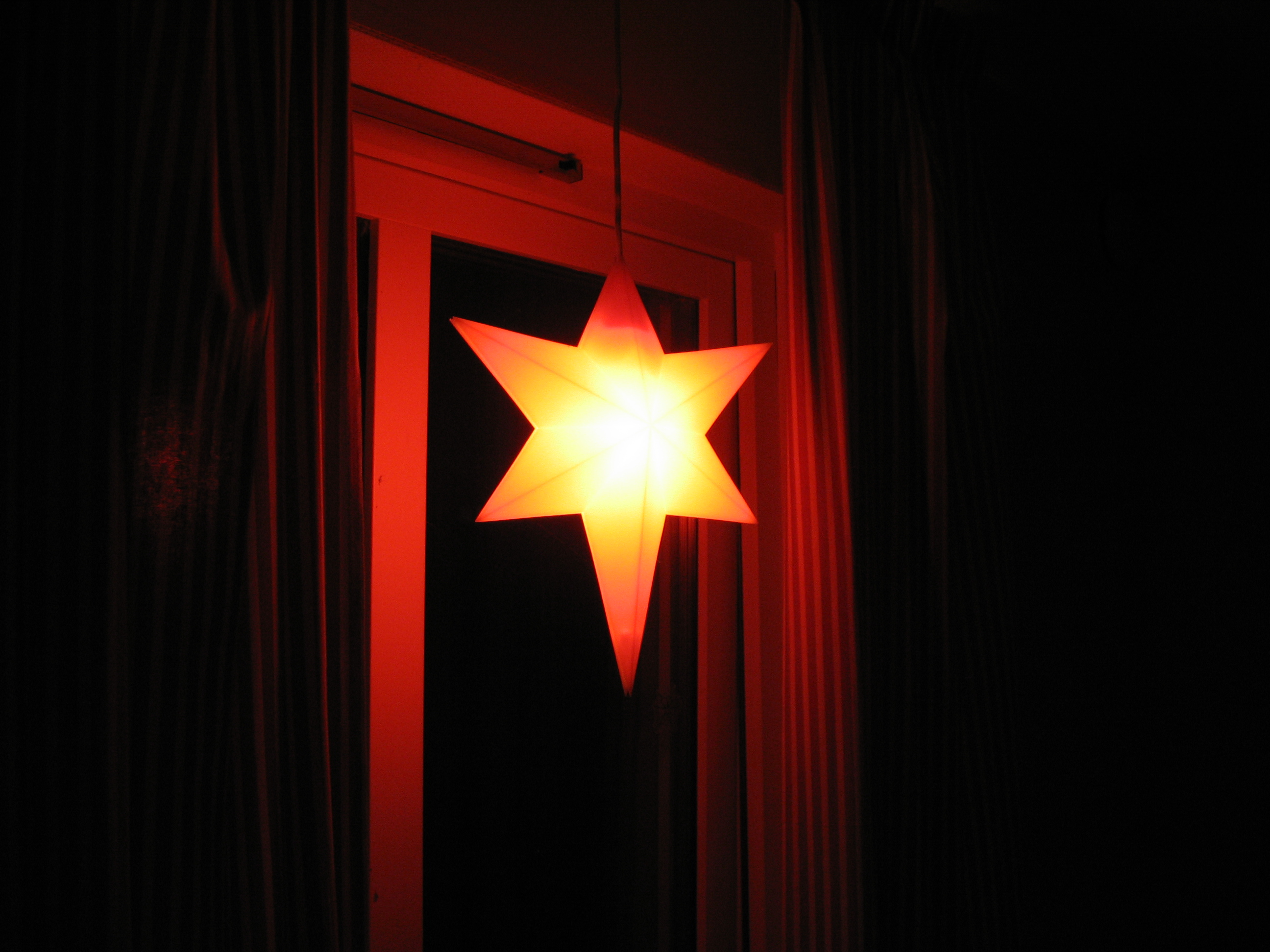
Gwiazda adwentowa

Adwent jest świętem kościelnym, rozpoczynającym oczekiwanie na przyjście Chrystusa. Został zachowany nawet po nastaniu reformacji. Jednym z jego zwiastunów jest gwiazda adwentowa (adventstjärna). Każdego roku Szwedzi wieszają gwiazdy adwentowe w różnych kształtach i kolorach, aby świętować Boże Narodzenie oraz oświetlać swoje domy podczas ciemnej pory roku. Gwiazda adwentowa została wymyślona w latach 80. XIX wieku w niemieckim mieście Herrnhut, gdzie w jednej ze szkół uczniowie i nauczyciele wytwarzali ją z papieru, z oświetleniem wewnątrz. Do Szwecji gwiazdę adwentową sprowadził profesor Sven Erik Aurelius, który w 1912 roku ożenił się z Niemką Julią Marx. Jako prezent ślubny otrzymali oboje gwiazdę z Herrnhut (Herrnhuter Stern – szw. Herrnhutstjärna), którą zawiesili w swoim domu w Lund. Gwiazda adwentowa upowszechniła się wkrótce wśród rodzin w Lund. W 1934 roku rozpoczęto sprzedaż w Szwecji gwiazd adwentowych importowanych z Niemiec; wtedy też otrzymały one tę nazwę. W latach 40. gwiazdy adwentowe upowszechniły się w całej Szwecji w uproszczonej wersji, która zaczęła być zawieszana w oknach. Od tamtej chwili gwiazda stała się, obok choinki, najważniejszym być może elementem szwedzkiej tradycji bożonarodzeniowej. Symbolizuje ona Gwiazdę Betlejemską, prowadzącą Trzech Mędrców do nowo narodzonego Jezusa.

### Choinka

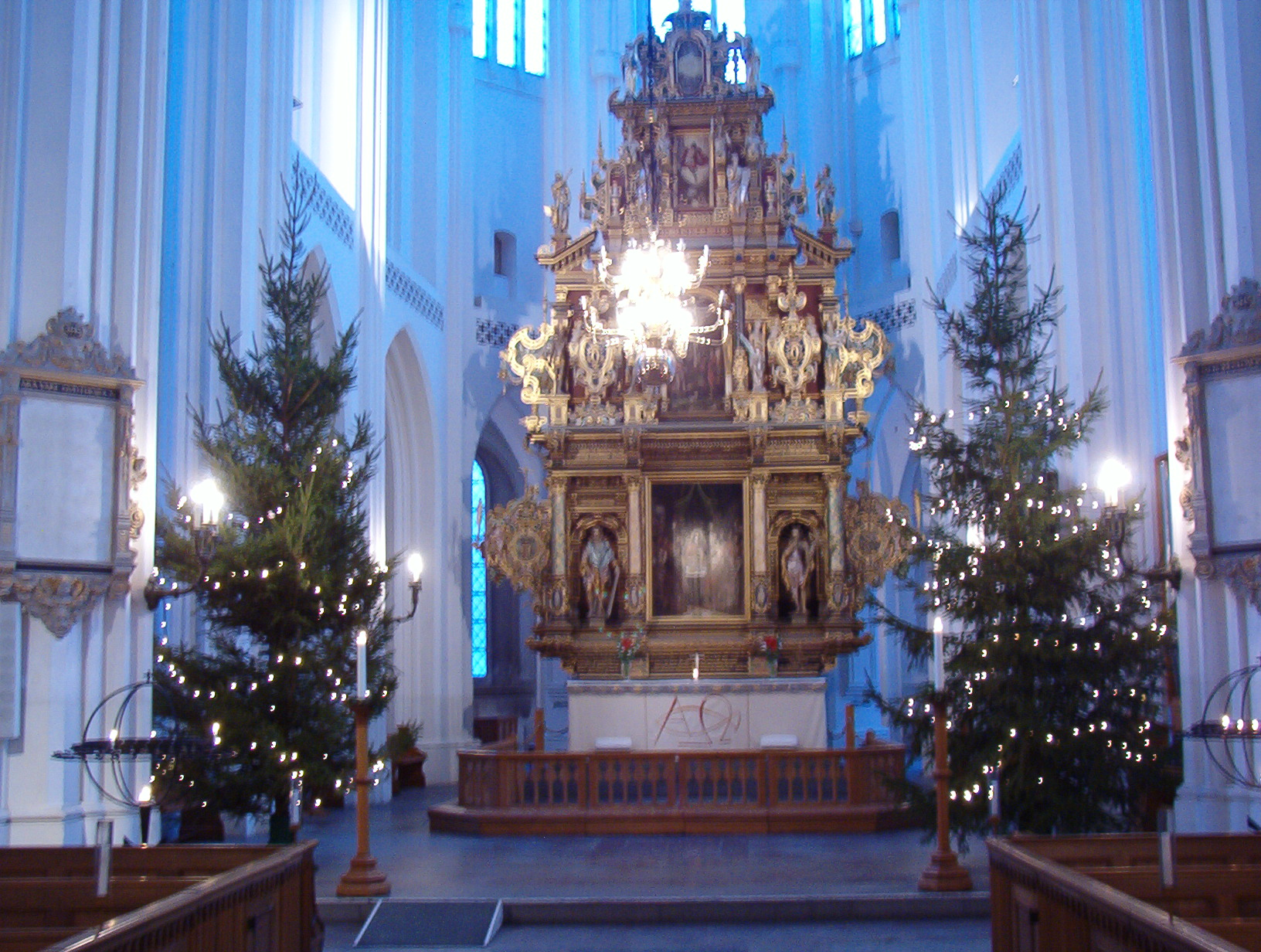
Choinki flankujące ołtarz w kościele św. Piotra w Malmö (grudzień 2005)

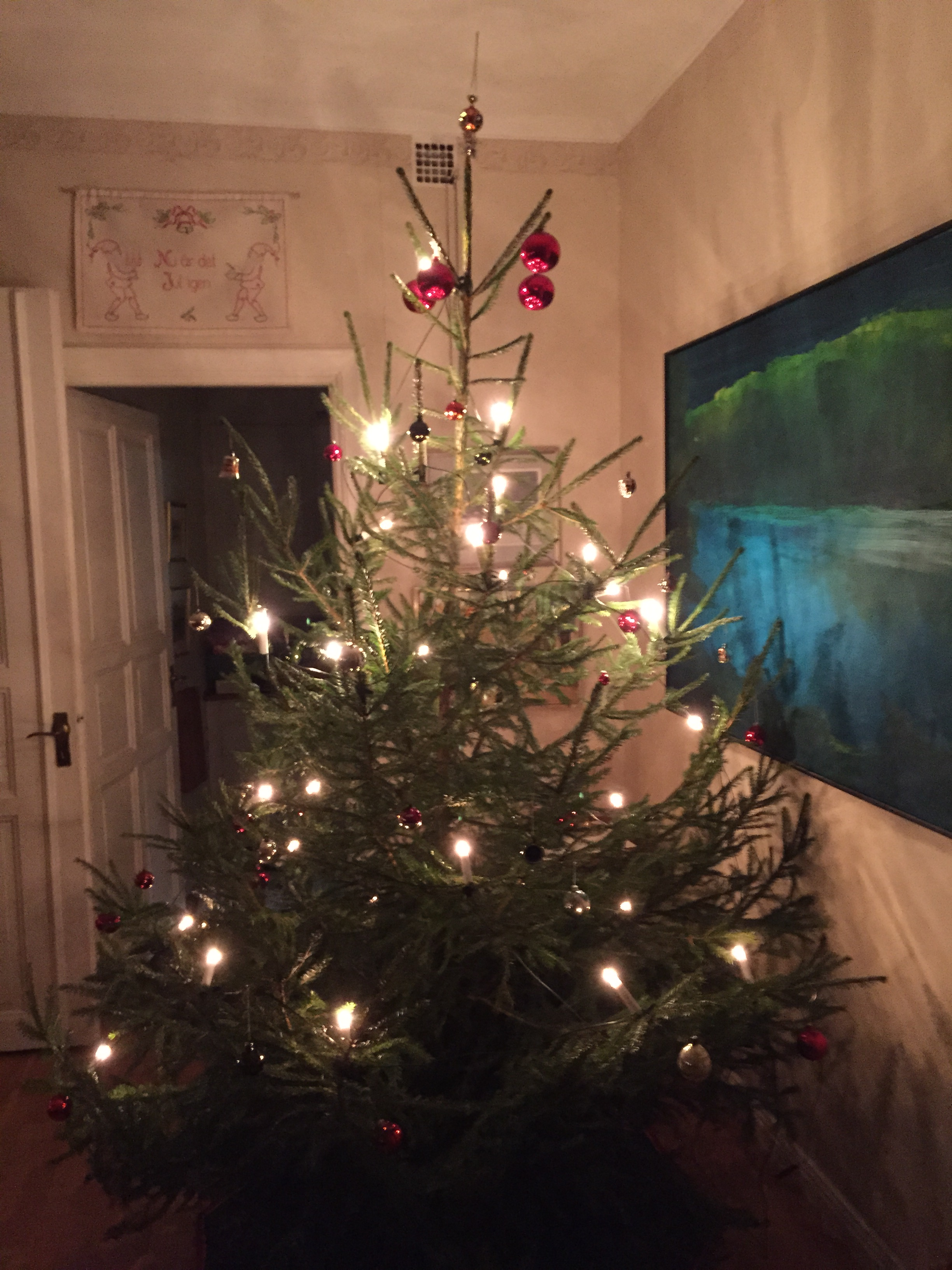
Typowa szwedzka choinka

Choinka (julgran) jest tym elementem szwedzkich świąt Bożego Narodzenia, który jednoczy tradycję starą i nową, rodzimą i obcą, chłopską i mieszczańską. Drzewo iglaste według wierzeń ludowych chroniło przed złymi mocami, dlatego sadzono je w wielu miejscach, między innymi przy kupach obornika, żeby chronić krowy przed gnomami w okresie świątecznym. Współczesna przystrojona choinka nie ma jednak wiele wspólnego z tymi wierzeniami; jej rodowód sięga południowych Niemiec i Szwajcarii, natomiast choinka ozdobiona świeczkami wywodzi się z XVI- i XVII-wiecznych Niemiec protestanckich. XIX-wieczny niemiecki malarz Carl August Schwerdgeburth na jednym ze swych obrazów ukazał Marcina Lutra w wigilijny wieczór 1536 roku, otoczonego rodziną i zapalającego świeczkę na stole, na którym widoczna jest niewielka choinka. Reprodukcja tego obrazu, wisząca w wielu szwedzkich domach zdaje się wskazywać na Lutra, jako „wynalazcę” choinki. Tezę tę miały dodatkowo wzmacniać ahistoryczne opowiadania na ten temat. Jest jednak faktem, że choinka jest wynalazkiem niemieckich protestantów. Stała się ona tak charakterystyczna dla nich, że niemieccy katolicy nazwali luteranizm pogardliwie „religią choinki”. Zarówno luteranie jak i kalwiniści podkreślali rodzinny charakter świąt Bożego Narodzenia, w przeciwieństwie do katolików, którzy nadawali świętom publiczny i teatralny charakter. W Szwecji pierwszej wiadomości o choince dostarczył w 1632 roku jeden ze szwedzkich oficerów, ranny w bitwie, który dochodząc do zdrowia w pewnym domu w Lipsku, widział udekorowaną choinkę z zapalonymi świeczkami. Pierwsze choinki w Szwecji pojawiły się w domach wyższych sfer w latach 40. XVIII wieku. Potrzeba było jednak jeszcze kolejnego stulecia, aby choinki rozprzestrzeniły się w całej Szwecji, początkowo wśród mieszczan i bogatych ludzi na wsi. Wtedy miały one jeszcze postać drzewek stołowych, służących jako świeczniki. Choinki sięgające sufitu pojawiły się w połowie XIX wieku, natomiast na przełomie XIX i XX wieku zaczęła być czymś zwyczajnym w domach robotników i chłopów małorolnych. W latach 20. choinka pojawiła się na placach i w centrach handlowych. Z kolei gałązki choinkowe zaczęły być używane przed progami domostw w charakterze świątecznych wycieraczek. W XX wieku choinka rozprzestrzeniła się na wiele krajów, natomiast w katolickich krajach południowej Europy, zwłaszcza we Włoszech, napotkała na opór w postaci uświęconej tradycją szopki bożonarodzeniowej. Najnowszym wynalazkiem jest podjęcie przez przemysł produkcji sztucznych choinek.

### Szopka bożonarodzeniowa

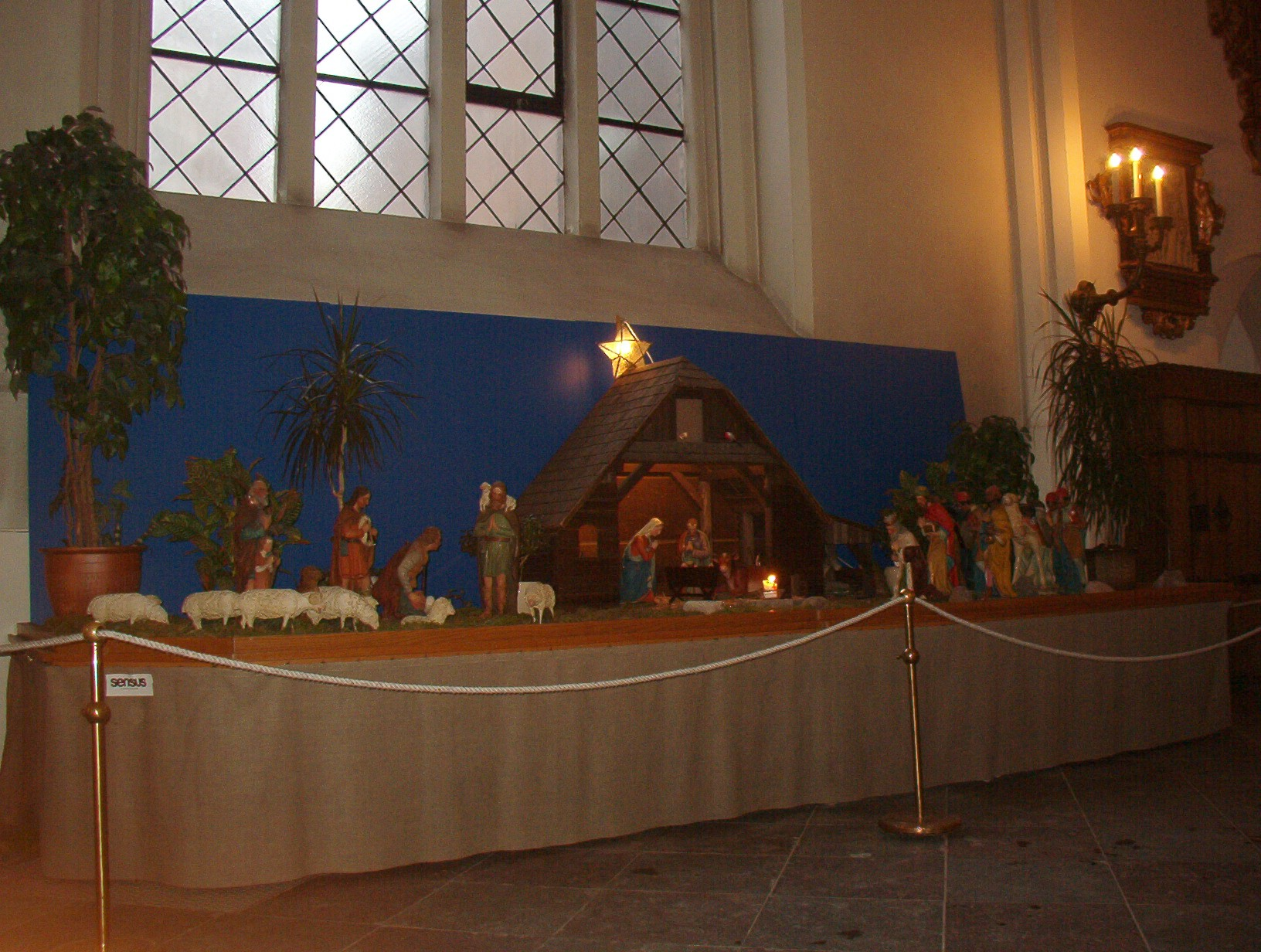
Szopka bożonarodzeniowa w kościele św. Piotra w Malmö

Szopka bożonarodzeniowa (julkrubba) była pierwotnie tradycją katolicką. Pierwszą w historii szopkę wystawił w Boże Narodzenie 1223 roku w Greccio Święty Franciszek z Asyżu. Była to żywa szopka z wołem i osłem, stanowiąca element misterium Narodzenia Pańskiego. Istniejąca w dzisiejszych kościołach szopka jest wytworem renesansu, który w XVI wieku upowszechnił się stopniowo we Włoszech i Hiszpanii, a wkrótce potem i na północ od Alp. W Szwecji po nastaniu protestantyzmu jej wystawianie zostało w kościołach zabronione. Szopka pojawiła się dopiero w XIX wieku w środowiskach niemieckich w Sztokholmie. W 1804 roku pisarka Märta Helena Reenstierna opisała taką szopkę w swym pamiętniku. Szopka uważana była jednak długo za tak nieluterańską, że dopiero w 1929 roku Albert Lysander, pastor kościoła św. Piotra w Malmö odważył się wystawić w swym kościele szopkę, którą kupił w Niemczech. Inspiracją dla niego były podobne konstrukcje w niemieckich kościołach ewangelickich. Zwyczaj wystawiania szopek rozprzestrzenił się z Malmö na całą Skanię. W latach 30. zwyczaj ten pojawił się również w Sztokholmie, w wielu tamtejszych kościołach; tam jednak szopki przezornie wystawiono najpierw w salach parafialnych, a później dopiero w samych kościołach. Wkrótce szopki rozprzestrzeniły się na całą Szwecję. Są one dziś jedynym elementem współczesnych obchodów Bożego Narodzenia przypominającym o pierwotnym, chrześcijańskim przesłaniu tego święta.

### Jultomten
Święty Mikołaj, który w ciągu XX wieku stał się tym, który przynosi bożonarodzeniowe prezenty, wywodzi się z legend o św. Mikołaju. Pojawił się on na kontynencie w średniowiecznych misteriach organizowanych 6 grudnia prowadząc kozę na smyczy. Kozioł był obrazem diabła, którego św. Mikołaj symbolicznie oswoił. W środowiskach arystokratycznych, w których rozdawano prezenty świąteczne od XVIII wieku – człowiek rozdający prezenty przebrany był za kozła. Pod koniec XIX wieku rolę kozła przejął święty Mikołaj. Pierwsze jego zdjęcia pojawiły się w prasie angielskiej w latach 40. XIX wieku. Szwedzki jultomten natomiast stanowi połączenie europejskiej tradycji Mikołaja rozdającego prezenty na Boże Narodzenie ze szwedzkim gårdstomten (krasnalem ogrodowym), nazywanym czasami „goenisse”, który nie miał nic wspólnego z prezentami, ale pilnował, czy gospodarstwo i bydło były doglądane. Był on niewidoczny, ale jeśli ktoś nie dbał o zwierzęta, mógł zostać spoliczkowany. Dla krasnali, opiekunów chłopskich zagród, gospodarze w wigilijną noc wystawiali miseczkę kaszy. Rangę najważniejszego symbolu tych świąt krasnale zyskały dzięki malarce Jenny Nyström, która w latach 80. XIX wieku uwieczniła je na tysiącach obrazów, dzięki czemu zyskała przydomek „tomtens mamma”.

### Bożonarodzeniowy koziołek

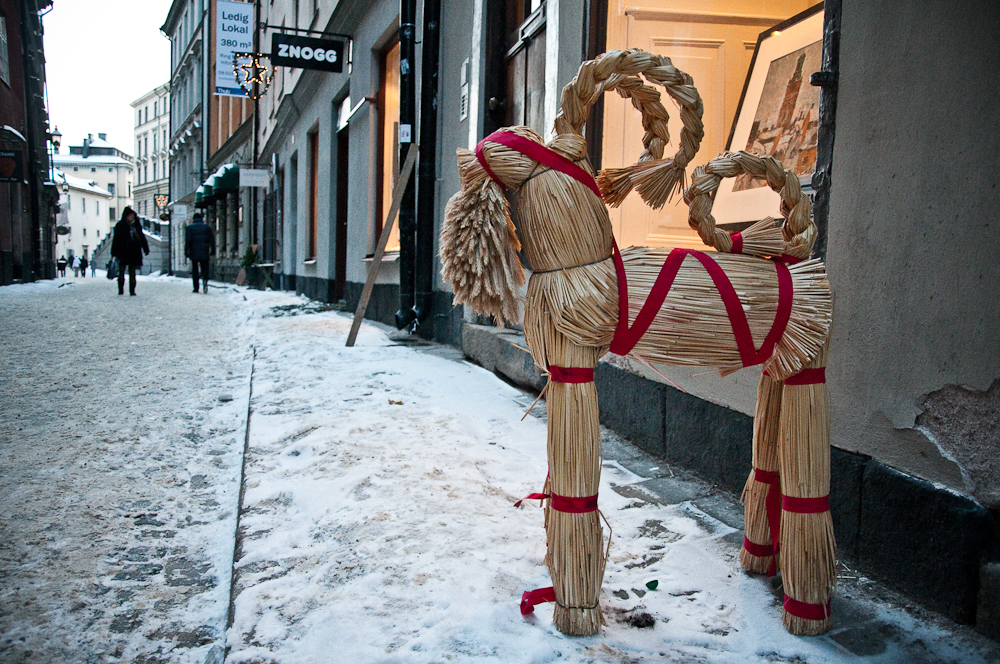
Bożonarodzeniowy koziołek na Gamla stan w Sztokholmie

Dzień 25 grudnia, juldagen, uważany był za zbyt świąteczny dla młodzieńczych zabaw, ale już wieczorem lub w nocy z 25 na 26 grudnia atmosfera świąt ulatniała się i młodzież rozpoczynała pochód z koziołkiem bożonarodzeniowym (julbock), co było zwyczajem ogólnoskandynawskim.
Bożonarodzeniowy koziołek, typowo szwedzka ozdoba świąteczna, wykonana najczęściej ze słomy, to najstarszy w Szwecji symbol bożonarodzeniowy, wywodzący się prawdopodobnie od średniowiecznego diabła, postaci, która występowała w organizowanych przez szkoły Mikołajkowych maskaradach. Później jego udziałem stała się główna rola w zabawnym przedstawieniu bożonarodzeniowym, odgrywanym przez młodzież na podwórkach, żeby uzbierać trochę pożywienia i napojów na potańcówki. W wieku XVIII koziołek rozdawał prezenty w wigilijny wieczór, a od przeszło stu lat, odkąd zaczął się tym zajmować jultomten, jest już tylko świąteczną ozdobą.

### Prezenty

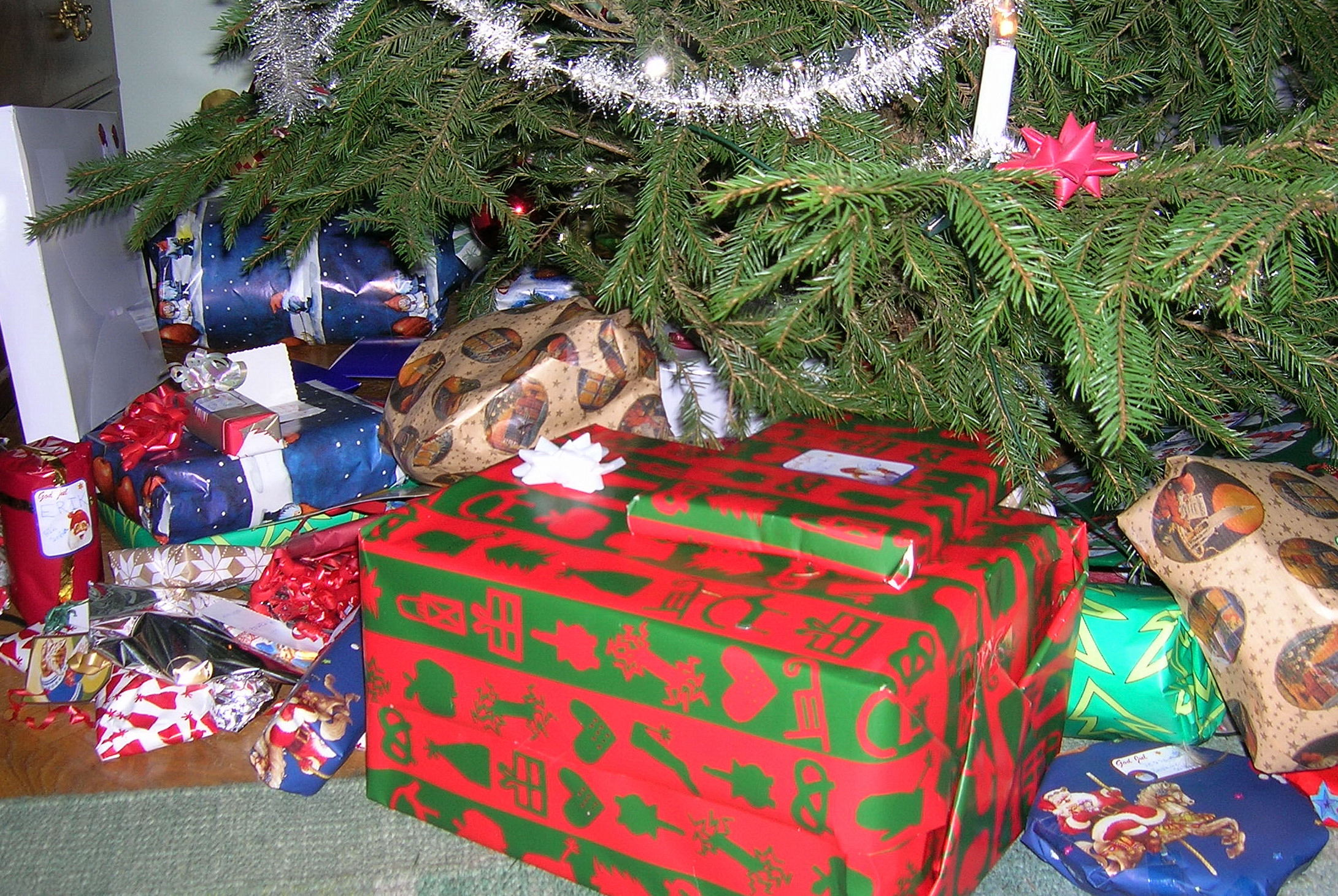
Prezenty pod choinką

Wcześniej prezenty (julklappar) nie odgrywały większej roli w obchodach Świąt Bożego Narodzenia w Szwecji. W XVII i XVIII wieku zdarzały się prezenty dla dzieci w bogatych rodzinach, ale dopiero później zaczęły być one powszechne w gospodarstwach chłopskich. Pierwsze „julklappar”, były prezentami-żartami, które były wrzucane potajemnie, poprzedzane pukaniem w drzwi (szw. klappa – pukać do drzwi). Darem mogła być lalka ze słomy, szczapa drewna lub nawet świńska racica. Do prezentu dołączany bywał żartobliwy lub czasem złośliwy wierszyk. W takiej formie prezenty stały się częścią obchodów Bożego Narodzenia na wsi. Hojność, która tradycyjnie powinna charakteryzować Święta Bożego Narodzenia przejawiała się również w inny sposób. Mieszkańcy wszystkich zagród musieli dostać swoje podarunki. Pieczono chleb i odlewano świece dla ubogich we wsi. Hojność ta dotyczyła także zwierząt gospodarskich, które dostawały dodatkowy, szczególnie dobry pokarm w Wigilię.

### Pasterka
Pasterka, poranna msza w pierwszy dzień świąt Bożego Narodzenia, jest pozostałością średniowiecznych nocnych nabożeństw, które reformacja ograniczyła do jednego. Kiedyś odprawiano ją bardzo wcześnie, obecnie odprawia się o godzinie siódmej.

### Stół świąteczny

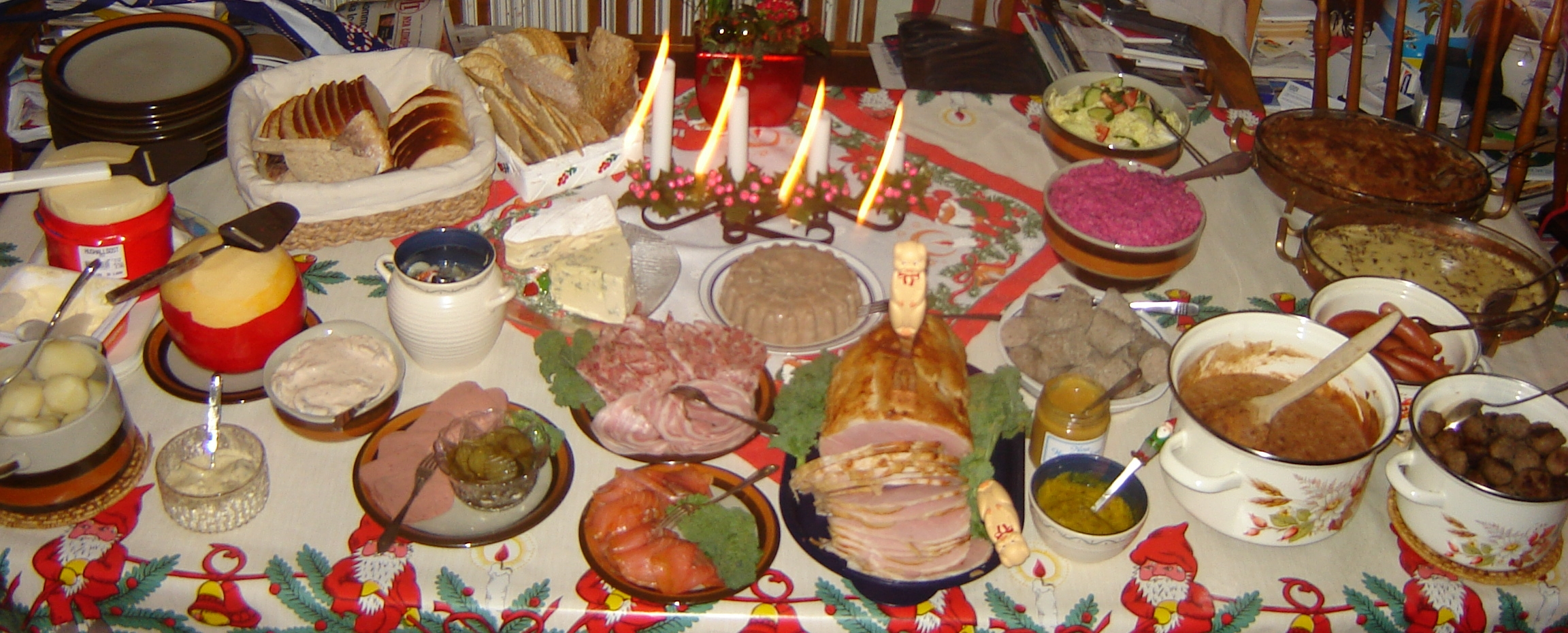
Stół świąteczny (julbord) z daniami (od lewej): julost (ser topiony, przygotowywany na Boże Narodzenie), inlagd sill (śledź marynowany), sylta (rodzaj galaretki z nóżek), julskinka (szynka bożonarodzeniowa), grynkorv (rodzaj kiełbasek z przyprawami), rödbetssallad (sałatka buraczana), bruna bönor (sałatka z brązowej fasoli), Janssons frestelse, omlet, prinskorv (przysmażane kiełbaski) i köttbullar

Dania na stole świątecznym (julbord) są przykładem tradycjonalizmu Szwedów, a zarazem najbardziej staroświeckim elementem świętowania przez nich Bożego Narodzenia, nie licząc aspektów religijnych, które obecnie niemal zanikły. Jedzenie i napoje stały się od bardzo dawna ważnym składnikiem nastroju świątecznego. Ma to częściowe uzasadnienie w dawnych wymogach, jakie kościół katolicki stawiał wobec postu. Innym przyczynkiem był ubój specjalnie utuczonej świni tuż przed świętami, żeby rozkoszować się jedzeniem po zakończeniu postu. Są też potrawy będące niegdyś codziennym pożywieniem jak dopp i grytan (chleb moczony w wywarze po ugotowaniu szynki). Innym czynnikiem, który uformował szwedzki bożonarodzeniowy stół było dawne techniczne wyposażenie kuchni lub metody konserwacji żywności. Przykładem są tu owsianka i marynaty ze śledzi, a także potrawy przygotowywane specjalnie z okazji świąt, jak julbröd (chleb bożonarodzeniowy), kakor (ciastka), saffranlussekatter (ciastka szafranowe pieczone z okazji św. Łucji), pepparkaksgrisar (świąteczne pierniczki w kształcie świnki), czy julöl (bardzo musujące piwo świąteczne). Obecnie nie ma większych różnic regionalnych ani społecznych, jeśli chodzi o zestaw dań świątecznych; bywały one wcześniej i zależały od regionu, przykładowo we wschodniej Szwecji i wśród Szwedów mieszkających w Finlandii podstawowym daniem świątecznym był szczupak, z kolei na północy Szwecji częściej gościła na stołach wołowina i cielęcina.

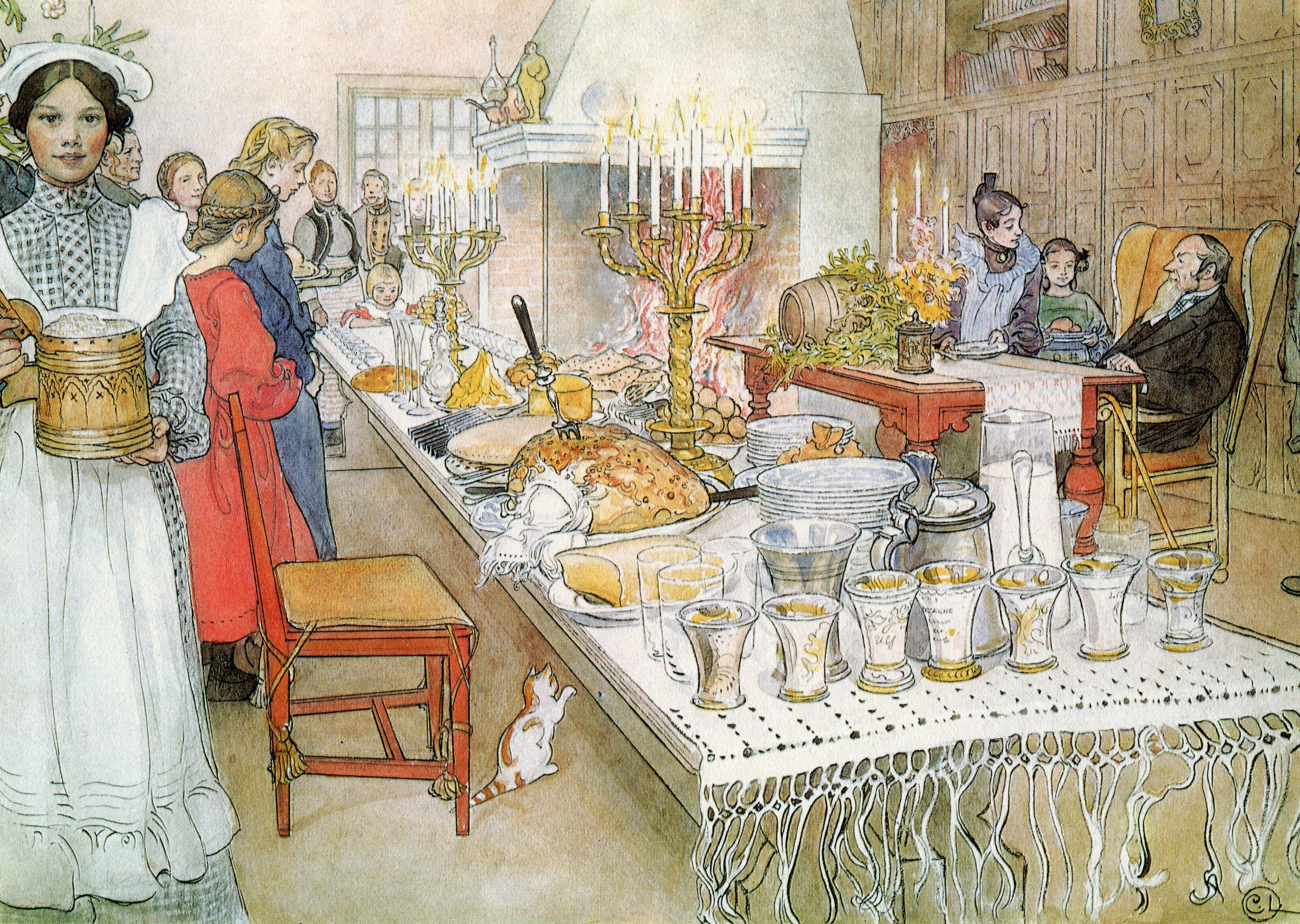
Carl Larsson, Julbord (1904)

Zdaniem Christiny Fjellström, profesor badań żywności na Uniwersytecie w Uppsali z powodu skąpego materiału źródłowego nie da się ustalić, kiedy poszczególne dania znalazły się na szwedzkim stole świątecznym; przypuszczalnie najstarszym daniem na nim jest dopp i grytan, istniejący od bardzo dawna. Szwedzki stół bożonarodzeniowy stanowi mieszaninę tradycji pogańskich (midvinterblot) i chrześcijańskich. W czasach pogańskich przerabiano wszystkie części świni, a oprócz dopp prawdopodobnie do najstarszych dań, wciąż istniejących należą różne rodzaje julkorv (kiełbasek) i sylt (galaretek). Innym dawnym daniem, obecnie prawie niewystępującym, są nóżki wieprzowe. Do dań zanikających należą też wspomniany dopp oraz lutfisk, który również ma długą historię. Zamiast nich zaczynają dominować inne potrawy. Obecnie za główne danie na wigilijnym stole uważana jest julskinka. Popularne są również sill, köttbullar, Janssons frestelse i prinskorv. Świąteczna szynka nie jest jednak tak dawnym daniem, jak się uważa. Stanowi ona wykwintny rodzaj wieprzowiny i w dawnych czasach przechowywana była na późniejsze okazje. Zwykli ludzie na Boże Narodzenie spożywali często zamiast niej głowę świni. Dopiero w XVIII wieku szynka zaczęła być daniem świątecznym, a i to tylko w niektórych dworach. Na stołach zwykłych ludzi stała się powszechna około 100 lat temu. Jeszcze nowszym daniem są köttbullar, które status dania świątecznego zyskały dopiero po II wojnie światowej. Inne nowości kulinarne to gravlax (marynowany łosoś) i ägghalvor (połówki z jajek wypełnione sałatką). Zestaw dań na szwedzkim stole świątecznym będzie, zdaniem Fjellström, podlegał dynamicznym zmianom, przede wszystkim z powodu obcych wpływów. Przykładem jest pochodzący z Anglii i Stanów Zjednoczonych indyk, coraz popularniejszy w Szwecji.